# Ави Коен
Аврахам (Ави) Коен (на иврит: אבי כהן‬) е израелски футболист и треньор.
Той е първият израелтянин в английския футбол, носейки екипа на Ливърпул в продължение на два сезона. Член е на Израелската футболна Зала на славата. Легендарен футболист на Макаби (Тел Авив), където неговият номер 5 е изваден от употреба. Има 51 мача и 3 гола за националния отбор на Израел. Баща на футболиста Тамир Коен, играл в Английската Висша лига за Болтън Уондърърс.

## Клубна кариера
Роден е в Кайро, но като дете емигрира в Израел. На 10-годишна възраст постъпва в школата на Макаби (Тел Авив), където дебютира в професионалния футбол. В средата на 70-те години се утвърждава сред най-добрите защитници в страната и помага на Макаби да спечели 2 пъти турнира на Лига Леумит, както и Купата на Израел. През сезон 1978/79 е избран за футболист на годината в Израел.
През юли 1979 г. английският гранд Ливърпул плаща 200 000 паунда за услугите на Коен. По спомените на Кени Далглиш Коен отделя много време в изучаването на английски език и бързо се адаптира сред колектива Дебютира на 15 септември 1979 г. на непривичната позиция на ляв халф, където заменя контузения Рей Кенеди. През първия си сезон играе крайно рядко, записвайки само 4 двубоя. Единствения си гол вкарва на 3 май 1980 г. във вратата на Астън Вила, с който донася и шампионската титла на „мърсисайдци“. През сезон 1980/81 записва 14 двубоя, като печели и Купата на европейските шампиони.
През 1981 г. се завръща в Макаби (Тел Авив). Изиграва повече от 150 мача при втория си период в тима и печели Купата на Израел през сезон 1986/87. През лятото на 1987 г. по покана на бившия си съотборник Греъм Сунес преминава в Глазгоу Рейнджърс. Престоят му в Шотландия обаче е съпътстван от контузии и Коен изиграва само 7 срещи в първенството. Все пак Коен печели Купата на лигата и влиза като резерва във финала с Абърдийн. През 1988 г. за трети път облича екипа на Макаби, като играе за тима още два сезона.

## Национален отбор
Дебютира за националния отбор на Израел на 19 юли 1976 г. в мач с Гватемала от Олимпийския турнир в Монреал. В периода 1981 – 1988 г. е капитан на националния отбор.

## Треньорска кариера
През 1990 г. става играещ треньор на Макаби Нетаня, задържайки се на този пост до 1992 г. Впоследствие тренира няколко отбора в родината си без особен успех. Най-дълго се задържа начело на Апоел (Кфар Саба) (1995 – 1998 и 1999 – 2000).

## Успехи

### Клубни
- Шампион на Израел – 1976 – 77, 1978 – 79
- Купа на Израел – 1976 – 77, 1986 – 87
- Суперкупа на Израел – 1988
- Шампион на Англия – 1979 – 80
- Чарити Шийлд – 1978 – 79, 1979 – 80
- КЕШ – 1980 – 81
- Купа на Лигата на Шотландия – 1987-88

### Индивидуални
- Футболист на годината в Израел – 1978/79